# Larovanistsqali
Larovanistsqali (georgiska: ლაროვანისწყალი), eller Narovani (ნაროვანი), är ett vattendrag i Georgien. Det ligger i den östra delen av landet, i regionen Kachetien. Larovanistsqali mynnar som högerbiflod i Pirikiti Alazani.